# Varnost pri uporabi strelnega orožja
1. PRAVILA PRI UPORABI
Strelno orožje je nevarno za neizkušenega strelca, zato moramo biti zelo previdni, kako orožje uporabljamo. Do orožja moramo imeti spoštljiv odnos, zaradi njegovih škodljivih posledic. Prepovedano se je igrati z orožjem, saj lahko nehote povzročimo nesrečo. Da bi preprečili nesreče, se mora vsak izkušen strelec, držati naslednjih pravil. Leta 1902 je angleški politik in navdušen strelec Mark Hanbury Beaufoy napisal že znana citirana pravila, o varnosti orožja pri katerem je izpostavil, da ne merimo orožja v ljudi. Ta pravila pa je ubesedil Ira L. Revees leta 1913, v knjigi: A B C streljanja s puško, revolverjem in pištolo. 
Ta pravila so:
• "Nesreča-dokaz pravilo" 
• "Vsa orožja so vedno polna"
• "Nikoli ne smeš pritisniti sprožilca, dokler ne ugotoviš identitete osebka"

Združenje strelcev Avstralije, pa se drži naslednjih pravil: 
• Z vsakim orožjem ravnaj spoštljivo kot da je polno 
• Vedno nosi ne napolnjene pištole v svoj avto ali dom 
• Vedno bodi prepričan, da je tvoje orožje prehodno 
• Vedno bodi prepričan katera je tvoja tarča, preden pritisneš na sprožilec 
• Nikoli ne meri orožja v osebek, katerega nočeš ustreliti 
• Nikoli ne pusti svojega orožja nepripravljenega 
• Nikoli ne plezaj z nabitim orožjem 
• Nikoli ne streljaj na ravno in trdno površino ali na površino vode 
• Ne mešaj smodnika z alkoholom

Zelo pomembna osebnost v modernem učenju ravnanja z orožjem je prispeval Jeff Cooper, ki je izpostavil štiri pravila o pravilnem ravnanju 
z orožjem: 
• Orožje mora biti vedno polno 
• Nikoli ne meri z ustjem orožja v predmet, katerega nočeš uničiti 
• Ne drži prsta na sprožilcu, dokler tvoj pogled ni na tarči 
• Bodi prepričan, katera je tvoja tarča in kaj je za njo

Nacionalna združenje uporabe pušk imajo podobna pravila: 
• Vedno meri s pištolo v varno smer 
• Nikoli ne imej prsta na sprožilcu, dokler nisi pripravljen streljati 
• Orožje naj bo vedno prazno, dokler ni pripravljeno za uporabo

RAVNAJ Z OROŽJEM KOT DA SO NABITA
Namen tega pravila je, da se naučimo varnih navad pri uporabi z orožjem, tako da se osvobodimo miselnosti: "Moje orožje ni nabito, zatorej je varno!" Predpostavka, da je naše orožje vedno nabito, bomo zaradi tega z njim ravnali bolj previdno. Veliko strelnih poškodb, se zgodi ker predpostavljamo, da orožje ni nabito, tako mišljenje nas lahko pripelje do nesreč. Lahko se tudi zgodi, da strelec naredi napake v postopku polnjenja, streljanja in praznjenja orožja v napačnem vrstnem redu. Lahko se tudi zgodi, da strelec misli da je varnostno varovalo zaprto, medtem ko je odprto. Prav tako se lahko zgodi, da je nabojnik poln, medtem ko pa strelec misli da je prazen. Če isto orožje uporablja več oseb hkrati, se lahko zgodi, da druga oseba ne preveri orožja, ker zmotno misli, da ga je preverila oseba pred njim. Mehanske napake: varovalo je lahko že obrabljeno in ne deluje, lahko so zlomljeni deli sprožilca, lahko je ukrivljeno telo orožja.
NE DRŽITE PRSTA NA SPROŽILCU 
Tega pravila se držimo, zato da preprečimo neželeno sprožitev. Strelec lahko podzavestno premakne prst na sprožilec, to se lahko zgodi iz več razlogov: strelec je nervozen/prestrašen strelec nima popolnega nadzora nad premiki telesa psihološki razlogi fiziološki dejavniki izven naše kontrole: krči, tresenje, padanje Strelce se uči minimizirati škodljive učinke teh dejavnikov, tako da držijo prst stran od sprožilca dokler ni cev premaknjena na tarčo in jo strelec hoče zadeti. Varovalo in območje okoli sprožilca je narejeno, zato da prepreči nehoteno sproženje sprožilca. Drugo priporočilo je, da držimo prst s katerim sprožimo orožje, nad varovalom. Tako zmanjšamo možnost nehotene sprožitve. V filmih je to pravilo večkrat prekršeno, čeprav bi tudi za njih moralo veljati usposabljanje na nivoju policije oziroma vojske.